# Ricardo Álvarez (honduransk politiker)
 For alternative betydninger, se Ricardo Álvarez. (Se også artikler, som begynder med Ricardo Álvarez)
Ricardo Antonio Álvarez Arias (født 4. februar 1963) er en honduransk politiker for Honduras' Nationalparti som er tidligere borgmester i hovedstaden Tegucigalpa og den nuværende første vicepræsident i Honduras. Han vandt valget til borgmesterposten i Tegucigalpa i 2005 og blev genvalgt i 2009. I 2012 stillede Álvarez op til Nationalpartiets nominering af partiets præsidentkandidat til præsidentvalget i Honduras 2013, men tabte til sidst til Juan Orlando Hernández. Hernández udnævnte ham til sin vicepræsidentkandidat, og sammen vandt de præsidentvalget i 2013. Álvarez er beskyldt for at have forbindelser til det honduranske Los Cachiros-narkokartel.